# Ruth Montgomery-Andersen
Ruth Montgomery-Andersen (* 13. August 1957 auf der Holloman Air Force Base) ist eine US-amerikanisch-grönländische Tänzerin, Hebamme und Gesundheitswissenschaftlerin.

## Leben

### Kindheit und Jugend
Ruth ist die Tochter afroamerikanischer Eltern, des Offiziers Curtis Robert Montgomery (1917–1983) und seiner dritten Ehefrau Ida Icilda Bonnick (1925–2022).
Als Tochter einer Arbeiterfamilie war sie schon jung an Bildung interessiert. Mit vier Jahren sagte sie ihrer Mutter, dass sie in die Schule wollte, aber da sie zu jung war, meldete ihre Mutter sie stattdessen an einer Tanzschule an, wo Ruth ihre Passion entdeckte. Sie besuchte später die Roosevelt High School in San Antonio, die sie 1975 abschloss. Anschließend verbrachte sie mit dem American Field Service ein Jahr in der Türkei und dann ein weiteres an einem Skigymnasium in Norwegen. 1977 begann sie ein Studium in Tanz und Spanisch an der University of Texas at Austin, das sie im Folgejahr abbrach.

### Ausbildung in Dänemark
Stattdessen zog sie 21-jährig nach Dänemark, wo sie sich am Jydsk Børnehaveseminarium in Aarhus zur Vorschullehrerin ausbilden ließ, womit sie 1981 fertig wurde. Während der Ausbildung hatte sie Steen Smed Andersen (* 1957), Sohn des Kaufmanns Niels Andersen († 2006) und der Helferin Hanne Nielsen, kennengelernt, den sie am 20. September 1981 heiratete. Die folgenden vier Jahre arbeitete sie als Pädagogin in den USA und Dänemark. 1984 wurde der Sohn Stephan Smed Montgomery-Andersen geboren und 1988 der Sohn Alexander Smed Montgomery-Andersen.
1985 beschloss sie einen Karrierewechsel durchzuführen und begann eine Ausbildung an der Hebammenschule in Aalborg, die sie 1990 abschloss. Sie arbeitete danach fünf Jahre lang als Hebamme in Dänemark.

### Karriere in Grönland
1995 erhielt ihr Mann einen Job als Wirtschaftschef bei Pilersuisoq und die Familie zog ins grönländische Ilulissat. Ruth Montgomery-Andersen wurde Distriktshebamme. 1997 zogen sie nach Sisimiut um, wo sie bis 2001 wohnen blieben. Anschließend zogen sie nach Nuuk um. Von 2004 bis 2006 arbeitete sie als Abteilungshebamme am Dronning Ingrids Hospital.
Von 2006 bis 2007 war sie Projektleiterin für das grönländische Volksgesundheitsprogramm für gefährdete Familien und dann bis 2009 Informations- und Projektmitarbeiterin der grönländischen Abteilung des Nordischen Ministerrats (NAPA). In den folgenden fünf Jahren hatte sie weitere Jobs mit Fokus auf Kinder-, Jugend- und Familienhilfe. Dabei wurde sie zunehmend in Forschungsprojekte integriert und seit 2013 ist sie selbst Dozentin am Ilisimatusarfik.
Besonders seit sie nach Nuuk gezogen war, widmete sie sich wieder verstärkt dem Tanz und war in einer Tanzschule engagiert. 2010 erhielt sie die Aufgabe nach künstlerisch begabten Kindern und Jugendlichen in Grönland zu suchen, woraufhin sie den damals 14-jährigen Schauspieler und Tänzer Hans Henrik Suersaq Poulsen entdeckte, der Riverdance tanzen und Geige und andere Instrumente spielen konnte. Bereits in Sisimiut hatte sie das Beratungsunternehmen Qiajuk Production gegründet, das kulturelle Filmprojekte unterstützte. Dabei war sie selbst Produzentin und Regisseurin für mehrere Filme. 2013 eröffnete sie in Nuuk ihre eigene Tanzschule Qiajuk Studios, wo Ballett, Hip-Hop, Moderner Tanz und Jazztanz unterrichtet werden.
Von 2014 bis 2016 war sie Kulturdirektorin für die grönländische Gastgeberschaft der Arctic Winter Games. Von 2019 bis 2021 leitete sie die grönländische Schauspielschule.
Daneben hat sie im Laufe ihrer Karriere zahlreiche weitere Ämter mit Bezug zu Gesundheitswesen und Kultur innegehabt. Von 2003 bis 2009 war sie Mitglied der Denkfabrik für das grönländische Gesundheitswesen, von 2004 bis 2008 Mitglied des Direktorats für das gesundheitsethische Komitee, von 2004 bis 2018 Mitglied des grönländischen gesundheitswissenschaftlichen Forschungsrats, von 2010 bis 2020 Mitglied des nordischen Netzwerks für Gesundheitsförderung. Von 2006 bis 2010 war sie Mitglied und zeitweise Vorsitzende des Kinder- und Familienrats in Nuuk. 2007 und 2009 war sie grönländische Vertreterin der Internationalen Bahá’í-Gemeinde für die Fachkommission für die Rechtsstellung der Frauen bei den Vereinten Nationen. 2013 war sie Mitgründerin von Meeqqat Ikiortigit, der grönländischen Abteilung von Save the Children, der sie bis 2016 als Vorsitzende vorstand. Von 2004 bis 2018 gehörte sie dem nordischen Kulturnetzwerk (ECA Network) an. Seit 2015 ist sie Mitglied des Forschungsnetzwerks Cultures, Environments, Arctic, Representations, Climate (CEARC) und seit 2022 Mitglied des nordischen Migrantenexpertenforums. Von 2014 bis 2018 war sie Aufsichtsratsmitglied bei Kalaallit Nunaata Radioa.